# Lista medaliațior olimpici la canotaj (masculin)

## Disciplinele actuale

### Simplu vâsle
| Olimpiada | Aur                                           | Argint                                  | Bronz                                                   |
| --------- | --------------------------------------------- | --------------------------------------- | ------------------------------------------------------- |
| 1900      | Henri Barrelet (FRA)                          | André Gaudin (FRA)                      | Saint George Ashe (GBR)                                 |
| 1904      | Frank Greer (USA 45 Stars)                    | James Juvenal (USA 45 Stars)            | Constance Titus (USA 45 Stars)                          |
| 1906      | Gaston Delaplane (FRA)                        | Joseph Larran (FRA)                     | nicht vergeben                                          |
| 1908      | Harry Blackstaffe (GBR)                       | Alexander McCulloch (GBR)               | Bernhard von Gaza (DEU-1867) Károly Levitzky (HUN-1867) |
| 1912      | William Kinnear (GBR)                         | Polydore Veirman (BEL)                  | Everard Butler (CAN-1868) Mart Kuusik (RUS)             |
| 1920      | John B. Kelly senior (USA 48 Stars)           | Jack Beresford (GBR)                    | Clarence Hadfield D'Arcy (NZL)                          |
| 1924      | Jack Beresford (GBR)                          | William Gilmore (USA 48 Stars)          | Josef Schneider (canotor) (SUI)                         |
| 1928      | Henry Pearce (AUS)                            | Kenneth Myers (USA 48 Stars)            | Theodore Collet (GBR)                                   |
| 1932      | Henry Pearce (AUS)                            | William Miller (canotor) (USA 48 Stars) | Guillermo Douglas (URU)                                 |
| 1936      | Gustav Schäfer (canotor) (DEU-1933)           | Josef Hasenöhrl (AUT)                   | Daniel Barrow (USA 48 Stars)                            |
| 1948      | Mervyn Wood (AUS)                             | Eduardo Risso (canotor) (URU)           | Romolo Catasta (ITA)                                    |
| 1952      | Juri Sergejewitsch Tjukalow (URS-1955)        | Mervyn Wood (AUS)                       | Teodor Kocerka (POL)                                    |
| 1956      | Wjatscheslaw Nikolajewitsch Iwanow (URS-1955) | Stuart MacKenzie (AUS)                  | John B. Kelly junior (USA 48 Stars)                     |
| 1960      | Wjatscheslaw Nikolajewitsch Iwanow (URS-1955) | Achim Hill (GER)                        | Teodor Kocerka (POL)                                    |
| 1964      | Wjatscheslaw Nikolajewitsch Iwanow (URS-1955) | Achim Hill (GER)                        | Gottfried Kottmann (SUI)                                |
| 1968      | Jan Wienese (NED)                             | Jochen Meißner (FRG)                    | Alberto Demiddi (ARG)                                   |
| 1972      | Juri Alexandrowitsch Malyschew (URS-1955)     | Alberto Demiddi (ARG)                   | Wolfgang Güldenpfennig (GDR)                            |
| 1976      | Pertti Karppinen (FIN)                        | Peter-Michael Kolbe (FRG)               | Joachim Dreifke (GDR)                                   |
| 1980      | Pertti Karppinen (FIN)                        | Wassili Jakuscha (URS)                  | Peter Kersten (canotor) (GDR)                           |
| 1984      | Pertti Karppinen (FIN)                        | Peter-Michael Kolbe (FRG)               | Robert Mills (canotor) (CAN)                            |
| 1988      | Thomas Lange (GDR)                            | Peter-Michael Kolbe (FRG)               | Eric Verdonk (NZL)                                      |
| 1992      | Thomas Lange (GER)                            | Václav Chalupa (TCH)                    | Kajetan Bronjewski (POL)                                |
| 1996      | Xeno Müller (SUI)                             | Derek Porter (CAN)                      | Thomas Lange (GER)                                      |
| 2000      | Rob Waddell (NZL)                             | Xeno Müller (SUI)                       | Marcel Hacker (GER)                                     |
| 2004      | Olaf Tufte (NOR)                              | Jüri Jaanson (EST)                      | Ivo Janakiew (BUL)                                      |
| 2008      | Olaf Tufte (NOR)                              | Ondrej Synek (CZE)                      | Mahe Drysdale (NZL)                                     |

### Dublu vâsle
| Olimpiada | Aur                                      | Argint                            | Bronz                                  |
| --------- | ---------------------------------------- | --------------------------------- | -------------------------------------- |
| 1904      | John Mulcahy William Varley              | James McLoughlin John Hoben       | Joseph Ravannack John Wells            |
| 1920      | Paul Costello John B. Kelly sr.          | Pietro Annoni Erminio Dones       | Gaston Giran Alfred Plé                |
| 1924      | Paul Costello John B. Kelly sr.          | Marc Detton Jean-Pierre Stock     | Rudolf Bosshard Heinrich Thoma         |
| 1928      | Paul Costello Charles McIlvaine          | Joseph Wright John Guest          | Leo Losert Viktor Flessl               |
| 1932      | Kenneth Myers William Gilmore            | Herbert Buhtz Gerhard Boetzelen   | Charles Pratt Noel De Mille            |
| 1936      | Jack Beresford Leslie Southwood          | Willy Kaidel Joachim Pirsch       | Roger Verey Jerzy Ustupski             |
| 1948      | Richard Burnell Bertram Bushnell         | Ebbe Parsner Aage Larsen          | William Jones Juan Rodríguez           |
| 1952      | Tranquilo Cappozzo Eduardo Guerrero      | Heorhij Schylin Igor Jemtschuk    | Miguel Seijas Juan Rodríguez           |
| 1956      | Alexander Berkutow Juri Tjukalow         | Bernard Costello James Gardiner   | Murray Riley Mervyn Wood               |
| 1960      | Václav Kozák Pavel Schmidt               | Alexander Berkutow Juri Tjukalow  | Ernst Hürlimann Rolf Larcher           |
| 1964      | Oleg Tjurin Boris Dubrowski              | Seymour Cromwell James Storm      | Vladimir Andrs Pavel Hofman            |
| 1968      | Anatoli Sass Alexander Timoschinin       | Henricus Droog Leendert van Dis   | John Nunn William Maher                |
| 1972      | Alexander Timoschinin Gennadi Korschikow | Frank Hansen Svein Thøgersen      | Joachim Böhmer Hans-Ulrich Schmied     |
| 1976      | Frank Hansen Alf Hansen                  | Christopher Baillieu Michael Hart | Hans-Ulrich Schmied Jürgen Bertow      |
| 1980      | Joachim Dreifke Klaus Kröppelien         | Zoran Pančić Milorad Stanulov     | Zdeněk Pecka Václav Vochoska           |
| 1984      | Brad Alan Lewis Paul Enquist             | Pierre-Marie Deloof Dirk Crois    | Zoran Pančić Milorad Stanulov          |
| 1988      | Nico Rienks Ronald Florijn               | Beat Schwerzmann Ueli Bodenmann   | Alexander Martschenko Wassili Jakuscha |
| 1992      | Stephen Hawkins Peter Antonie            | Arnold Jonke Christoph Zerbst     | Nico Rienks Henk-Jan Zwolle            |
| 1996      | Agostino Abbagnale Davide Tizzano        | Steffen Størseth Kjetil Undset    | Frédéric Kowal Samuel Barathay         |
| 2000      | Luka Špik Iztok Čop                      | Olaf Tufte Fredrik Bekken         | Giovanni Calabrese Nicola Sartori      |
| 2004      | Sébastien Vieilledent Adrien Hardy       | Luka Špik Iztok Čop               | Rossano Galtarossa Alessio Sartori     |
| 2008      | David Crawshay Scott Brennan             | Tõnu Endrekson Jüri Jaanson       | Matthew Wells Stephen Rowbotham        |

### Dublu rame fără cârmaci
| Olimpiada | Aur                                      | Argint                            | Bronz                                  |
| --------- | ---------------------------------------- | --------------------------------- | -------------------------------------- |
| 1904      | John Mulcahy William Varley              | James McLoughlin John Hoben       | Joseph Ravannack John Wells            |
| 1920      | Paul Costello John B. Kelly sr.          | Pietro Annoni Erminio Dones       | Gaston Giran Alfred Plé                |
| 1924      | Paul Costello John B. Kelly sr.          | Marc Detton Jean-Pierre Stock     | Rudolf Bosshard Heinrich Thoma         |
| 1928      | Paul Costello Charles McIlvaine          | Joseph Wright John Guest          | Leo Losert Viktor Flessl               |
| 1932      | Kenneth Myers William Gilmore            | Herbert Buhtz Gerhard Boetzelen   | Charles Pratt Noel De Mille            |
| 1936      | Jack Beresford Leslie Southwood          | Willy Kaidel Joachim Pirsch       | Roger Verey Jerzy Ustupski             |
| 1948      | Richard Burnell Bertram Bushnell         | Ebbe Parsner Aage Larsen          | William Jones Juan Rodríguez           |
| 1952      | Tranquilo Cappozzo Eduardo Guerrero      | Heorhij Schylin Igor Jemtschuk    | Miguel Seijas Juan Rodríguez           |
| 1956      | Alexander Berkutow Juri Tjukalow         | Bernard Costello James Gardiner   | Murray Riley Mervyn Wood               |
| 1960      | Václav Kozák Pavel Schmidt               | Alexander Berkutow Juri Tjukalow  | Ernst Hürlimann Rolf Larcher           |
| 1964      | Oleg Tjurin Boris Dubrowski              | Seymour Cromwell James Storm      | Vladimir Andrs Pavel Hofman            |
| 1968      | Anatoli Sass Alexander Timoschinin       | Henricus Droog Leendert van Dis   | John Nunn William Maher                |
| 1972      | Alexander Timoschinin Gennadi Korschikow | Frank Hansen Svein Thøgersen      | Joachim Böhmer Hans-Ulrich Schmied     |
| 1976      | Frank Hansen Alf Hansen                  | Christopher Baillieu Michael Hart | Hans-Ulrich Schmied Jürgen Bertow      |
| 1980      | Joachim Dreifke Klaus Kröppelien         | Zoran Pančić Milorad Stanulov     | Zdeněk Pecka Václav Vochoska           |
| 1984      | Brad Alan Lewis Paul Enquist             | Pierre-Marie Deloof Dirk Crois    | Zoran Pančić Milorad Stanulov          |
| 1988      | Nico Rienks Ronald Florijn               | Beat Schwerzmann Ueli Bodenmann   | Alexander Martschenko Wassili Jakuscha |
| 1992      | Stephen Hawkins Peter Antonie            | Arnold Jonke Christoph Zerbst     | Nico Rienks Henk-Jan Zwolle            |
| 1996      | Agostino Abbagnale Davide Tizzano        | Steffen Størseth Kjetil Undset    | Frédéric Kowal Samuel Barathay         |
| 2000      | Luka Špik Iztok Čop                      | Olaf Tufte Fredrik Bekken         | Giovanni Calabrese Nicola Sartori      |
| 2004      | Sébastien Vieilledent Adrien Hardy       | Luka Špik Iztok Čop               | Rossano Galtarossa Alessio Sartori     |
| 2008      | David Crawshay Scott Brennan             | Tõnu Endrekson Jüri Jaanson       | Matthew Wells Stephen Rowbotham        |